# Commissariat du peuple à l'Éducation (RSFSR)
Pour l’article homonyme, voir Commissariat du peuple à l'Éducation (RSSU).
Le commissariat du peuple à l'Éducation ou Narkompros (russe : Народный комиссариат просвещения, Наркомпрос) est un commissariat soviétique qui était chargé d'administrer l'éducation publique et la plupart des services en rapport avec la culture. En 1946, il fut renommé ministère de l'Éducation.

## Organisation
Son premier directeur fut Anatoli Lounatcharski, mais il considérait que Nadejda Kroupskaïa était l'« âme de Narkompros». Mikhaïl Pokrovski et Evgraf Litkens tinrent aussi un rôle important.
Lounatcharski protégeait la plupart des artistes d'avant-garde comme Maïakovski, Malévitch, Vladimir Tatline et Meyerhold, mais, malgré ses efforts, la politique officielle de l'après Staline le rejeta.
Le Narkompros avait de nombreuses branches, en plus des principales liées à l'éducation en général, comme :
- Likbez, le département pour éradiquer l'illettrisme ;
- Profobr, le département pour l'éducation professionnelle ;
- Glavlit, le département pour la littérature et la publication (également chargé de la censure des publications) ;
- Glavrepertkom (Главрепертком), la commission d'approbation du répertoire des artistes, chargée également de la censure ;
- le département de la mobilisation des forces scientifiques, sous les ordres de l'Académie des sciences de Russie qui fut placée après 1918 ;
- le département théâtral qui publiait le Vestnik Teatra et qui fut un temps dirigé par la maîtresse de Gorki, Maria Andreïeva.

Quelques-uns de ces départements se transformèrent en des entités séparées, d'autres disparurent.

## Izo-Narkompros
L'Izo-Narkompros (Изо-наркомпрос), ou le département des arts visuels (отдел изобразительных искусств, créé en mai 1918). Il était constitué de deux parties : un collège (organe délibératif) et le département proprement-dit (organe exécutif). Le premier collège fut dirigé par Vladimir Tatline et comprenait Casimir Malévitch, I. Machkov (И. Машков), N. Oudaltsova (Н. Удальцова), O. Rozanova (О. Розанова), I. Klioune (И. Клюн), Alexandre Rodtchenko, Vassily Kandinsky. Il était subdivisé en de nombreuses sections.
Lounatcharski dirigea quelques-unes des grandes expérimentations artistiques publiques d'après la Révolution comme l'Agit-trains et l'Agit-bateaux qui circulaient à travers la Russie répandant la Révolution et les arts révolutionnaires.
Il a aussi donné un support aux expériences et aux initiatives théâtrales constructivistes comme les fenêtres ROSTA, ces affiches révolutionnaires dessinées et rédigées par Maïakovski, Rodtchenko et d'autres encore.
En 1929, il charge l'agence Antiquariat de mener à bien la vente des peintures du musée de l'Ermitage.